# Fleshgod Apocalypse
Fleshgod Apocalypse es una banda italiana de death metal formada en 2007, en la ciudad de Perugia.

## Historia
La banda se formó en abril de 2007 y grabó su primer demo titulado Promo '07, en el 16th Cellar Studio con el productor Stefano "Saul" Morabito, lanzándolo poco después. El demo fue relanzado al año siguiente en un split con Septycal Gorge, Modus Delicti y Onirik. La banda luego firmó con Neurotic Records. A principios de 2008 la banda conforma gira por Europa, apoyadas por bandas como Behemoth, Origin, Dying Fetus, Hate Eternal, Suffocation y Napalm Death entre otros.
En mayo de 2008, la banda grabó su primer álbum de estudio, Oracles. En diciembre de ese año, la banda decidió separarse de Neurotic Records y firmó con Willowtip Records, que lanzó Oracles en 2009. Poco después del lanzamiento de Oracles en 2009, la banda tuvo un cambio de formación, con un nuevo miembro, Tommaso Riccardi siendo el futuro vocalista y guitarrista rítmico, que fueron manejados anteriormente por Francesco Paoli.
En 2010, el EP Mafia fue grabado, de nuevamente en 16th Cellar Studios, y fue lanzado a través de Willowtip Records. Incluye cuatro nuevos canciones y un cover de la canción "Blinded by Fear" de At the Gates. La banda se embarcó en otra gira por Europa poco después del término de las sesiones de grabación del EP, Mafia, con el apoyo de Suffocation.
Hasta 2010, el actual baterista Francesco Paoli estaba a la vez en su antigua banda Hour of Penance haciendo coros, así como en la batería en Fleshgod Apocalypse. Dejó Hour of Penance solamente para centrarse en Fleshgod Apocalypse en todo el tiempo. En noviembre de 2010, la banda firmó un contrato mundial con sello discográfico Management Group Extreme, Inc. y comenzó a componer canciones para el segundo álbum de estudio. En mayo de 2011 la banda firmó con Nuclear Blast Records y comenzó a trabajar en el segundo álbum. Durante este tiempo, otro nuevo miembro, Francesco Ferrini, el pianista y orquestador de Oracles y Mafia, se incluyó a la banda, como el pianista y orquestador, y miembro definitivo. Esta adición perfeccionó sonido de la banda en su próximo álbum.
La banda lanzó su segundo álbum, Agony, el 9 de agosto de 2011 en Estados Unidos y el 19 de agosto de 2011 en Europa. La versión de iTunes de Agony también incluye un cover de la canción "Heartwork" de Carcass.
La banda participó en Summer Slaughter Tour 2011 en Estados Unidos, junto con el co-cabezas de cartel de Whitechapel y The Black Dahlia Murder. La banda recorrió Estados Unidos con Decapitated a finales de 2011. En enero de 2012, que recorrió Reino Unido con The Black Dahlia Murder y Skeletonwitch. A mediados de marzo de 2012, la banda hace un tour por Sudáfrica, con el apoyo de bandas de death metal locales.
La banda dio a conocer un videoclip "The Forsaking" del álbum Agony, el 22 de diciembre de 2012.
El tercer álbum de la banda es titulado Labyrinth, y fue lanzado el 16 de agosto de 2013, en Europa, y el 20 de agosto de 2013, en Estados Unidos, por Nuclear Blast. El álbum Labyrinth fue grabado con Stefano Morabito en el 16th Cellar Studio. Contando con las contribuciones, y es un álbum sobre el mito del Laberinto de Cnosos y sus analogías a los tiempos modernos.

## Miembros
Actuales
- Francesco Paoli – Voz principal (2007–2009, 2017–presente), Bajo (2024–presente), Guitarra rítmica (2007–2009, 2017–2024), Batería (2009–2020), Coros, Guitarra adicional (2009–2017), Guitarra líder (2017–2020)
- Francesco Ferrini – Piano, arreglos de cuerdas, efectos orquestales (2010–presente)
- Fabio Bartoletti - Guitarra líder, Coros (2020–presente), Guitarra rítmica (2024–presente)
- Verónica Bordacchini - Voz soprano (2020–presente), Voz melódica (2024–presente)
- Eugene Ryabchenko - Batería (2020–presente)

Antiguos Miembros
- Paolo Rossi – Bajo, Voz melódica (2007–2024)
- Tommaso Riccardi – Voz, Guitarra rítmica (2009–2017)
- Cristiano Trionfera – Guitarra líder, Coros (2007–2017)
- Francesco Struglia – Batería (2007–2009)

Miembros de Apoyo y Sesión
- Mauro Mercurio – Batería (2009)
- Francesco Ferrini – Piano, arreglos de cuerdas, efectos orquestales (2009–2010)
- Tommaso Riccardi – Guitarra rítmica y líder (2009)
- Veronica Bordacchini – Voz soprano (2011–2020)
- Fabio Bartoletti – Guitarra líder y rítmica, Coros (2017–2020)
- David Folchitto – Batería (2017–2020)
- Eugene Ryabchenko - Batería (2020)

Timeline

Fleshgod Apocalypse, current setting live at Metal Frenzy Festival, Gardelegen 2017
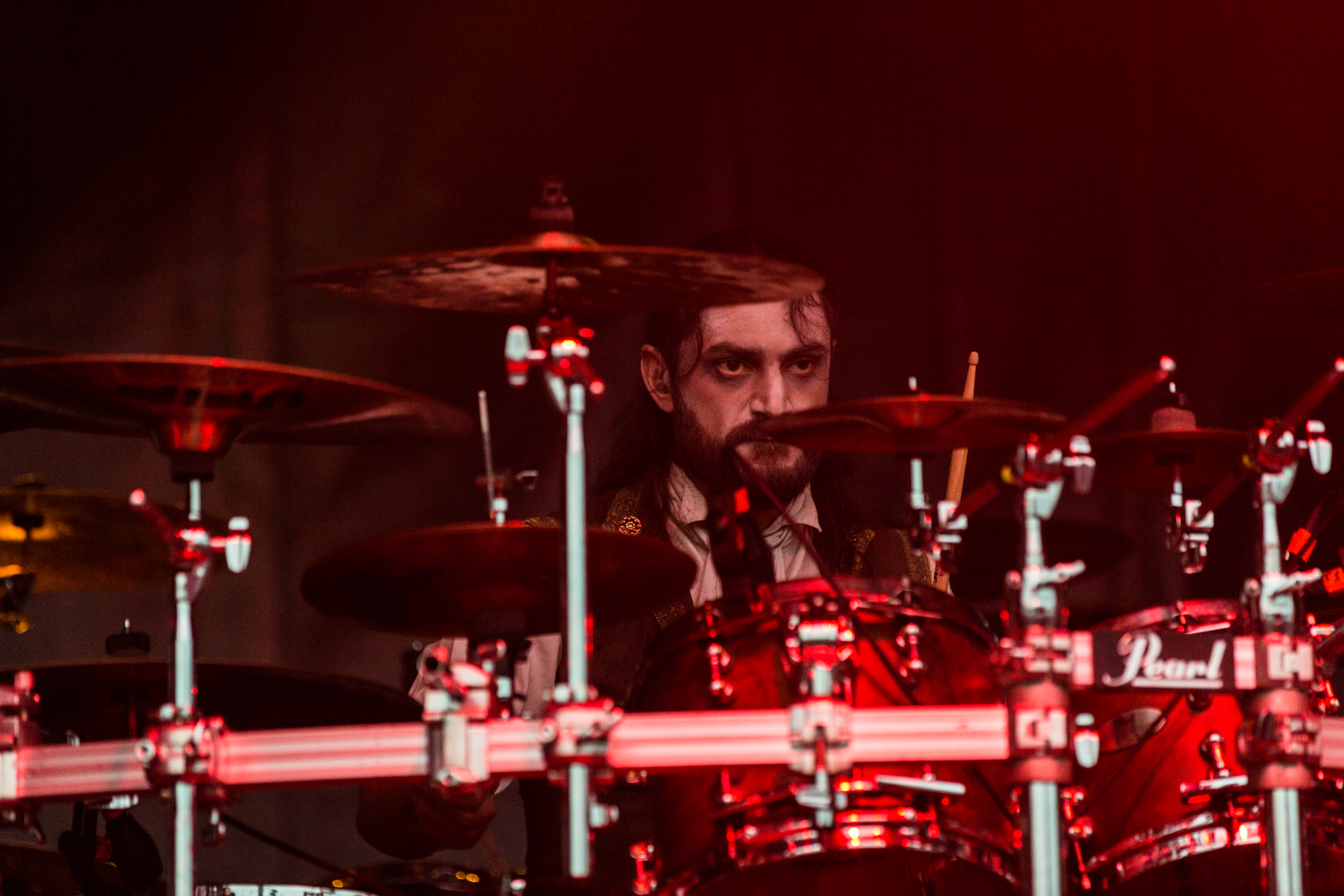
Francesco Paoli
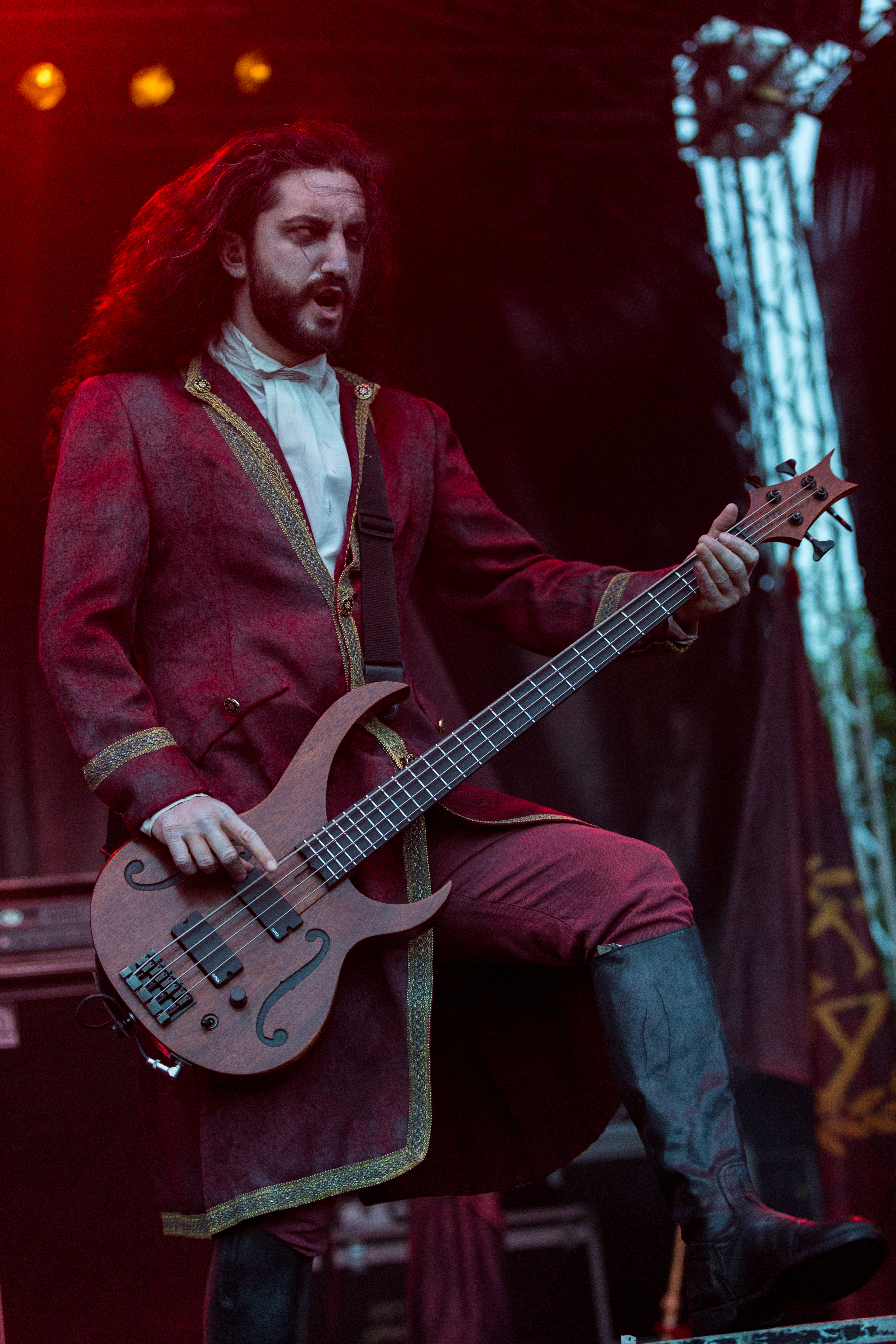
Paolo Rossi
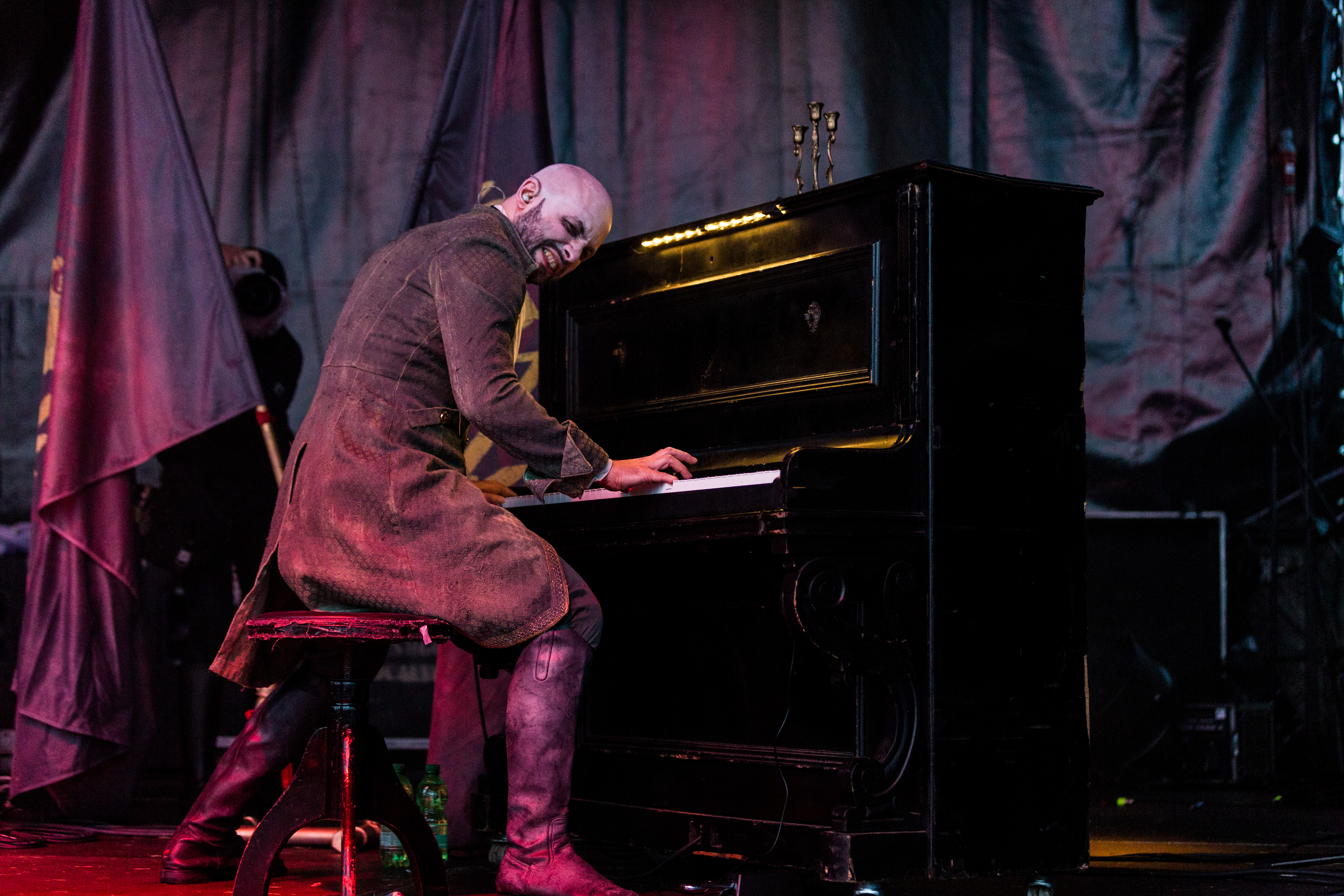
Francesco Ferrini

## Discografía
Álbumes de estudio
- 2009 – "Oracles"
- 2011 – "Agony"
- 2013 – "Labyrinth"
- 2016 – "King"
- 2019 – "Veleno"
- 2024 – "Opera"

Demo
- 2007 – "Promo '07"

Split
- 2008 – "Da Vinci Death Code"
- 2010 -  " MAFIA"' '
- 2020 – "No"